# Sinagoga u Subotici
Subotička sinagoga je velebna vjerska građevina u bačkom gradu Subotici, autonomna pokrajina Vojvodina, Srbija.
Sagrađena je u secesijskom stilu, mađarske varijacije od 1901. do 1902. za vrijeme Austro-Ugarske. Dala ju je sagraditi općina reformiranih Židova (neološka općina), da bi zamijenila staru malu i manje pogodnu sinagogu koju su podigli ortodoksni Židovi 1817. godine.
Jedna je od najljepših građevina vjerske arhitekture u secesijskom stilu. Ukrasi na sinagogi su izrađeni prema mađarskim narodnim motivima.
1974. je proglašena kulturnim spomenikom, a 1990. ju je vlada proglasila spomenikom kulture velike važnosti.

## Vanjske poveznice
- (srp.) Službene stranice  Arhivirana inačica izvorne stranice od 1. ožujka 2009. (Wayback Machine)
- (engl.) Subotica  Arhivirana inačica izvorne stranice od 14. svibnja 2008. (Wayback Machine)
- (engl.) Beit Hatfutsot Muzej židovskog naroda